# Argens-Minervois
Argens-Minervois es una localidad  y comuna francesa, situada en el departamento del Aude en la región de Languedoc-Rosellón, en el Minervois.
A sus habitantes se les conoce por el gentilicio Argenais.

## Demografía
| 210 | 232 | 210 | 218 | 293 | 330 |
| Para los censos de 1962 a 1999 la población legal corresponde a la población sin duplicidades (Fuente: INSEE [Consultar]) |     |     |     |     |     |

(Población sans doubles comptes según la metodología del INSEE).